# Tellimya torishimensis
Tellimya torishimensis is een tweekleppigensoort uit de familie van de Lasaeidae. De wetenschappelijke naam van de soort werd in 1999 gepubliceerd door Callomon.